# Schwarzburg (plaats)
Schwarzburg is een plaats en gemeente in de Duitse deelstaat Thüringen, en maakt deel uit van de Landkreis Saalfeld-Rudolstadt.
Schwarzburg telt 525 inwoners.
Het grote, gelijknamige kasteel bij het plaatsje was eeuwenlang de residentie van de graven, later vorsten, van het Graafschap Schwarzburg, later Vorstendom Schwarzburg-Rudolstadt. 
Op 11 augustus 1919 was kasteel Schwarzburg de locatie, waar de eerste president van de Weimarrepubliek, Friedrich Ebert, de Grondwet van Weimar officieel  ondertekende.
Na de Tweede Wereldoorlog raakte het gebouwencomplex in verval. Het monumentale arsenaal van het kasteel is gerestaureerd en herbergt een historische wapenverzameling. Als er (anno 2021) voldoende financiële middelen gevonden zijn, wordt het kasteel wellicht tot hotel, museum, golfresort of conferentieoord verbouwd.
Het plaatsje Schwarzburg bestaat voornamelijk van het toerisme. Het ligt fraai aan het riviertje de Schwarza in het Thüringer Leisteengebergte, zie onder: Thüringerwoud. Aan de westkant van Schwarzburg is een stationnetje van de spoorlijn Rottenbach - Katzhütte of Schwarzatalbahn.

## Afbeeldingen

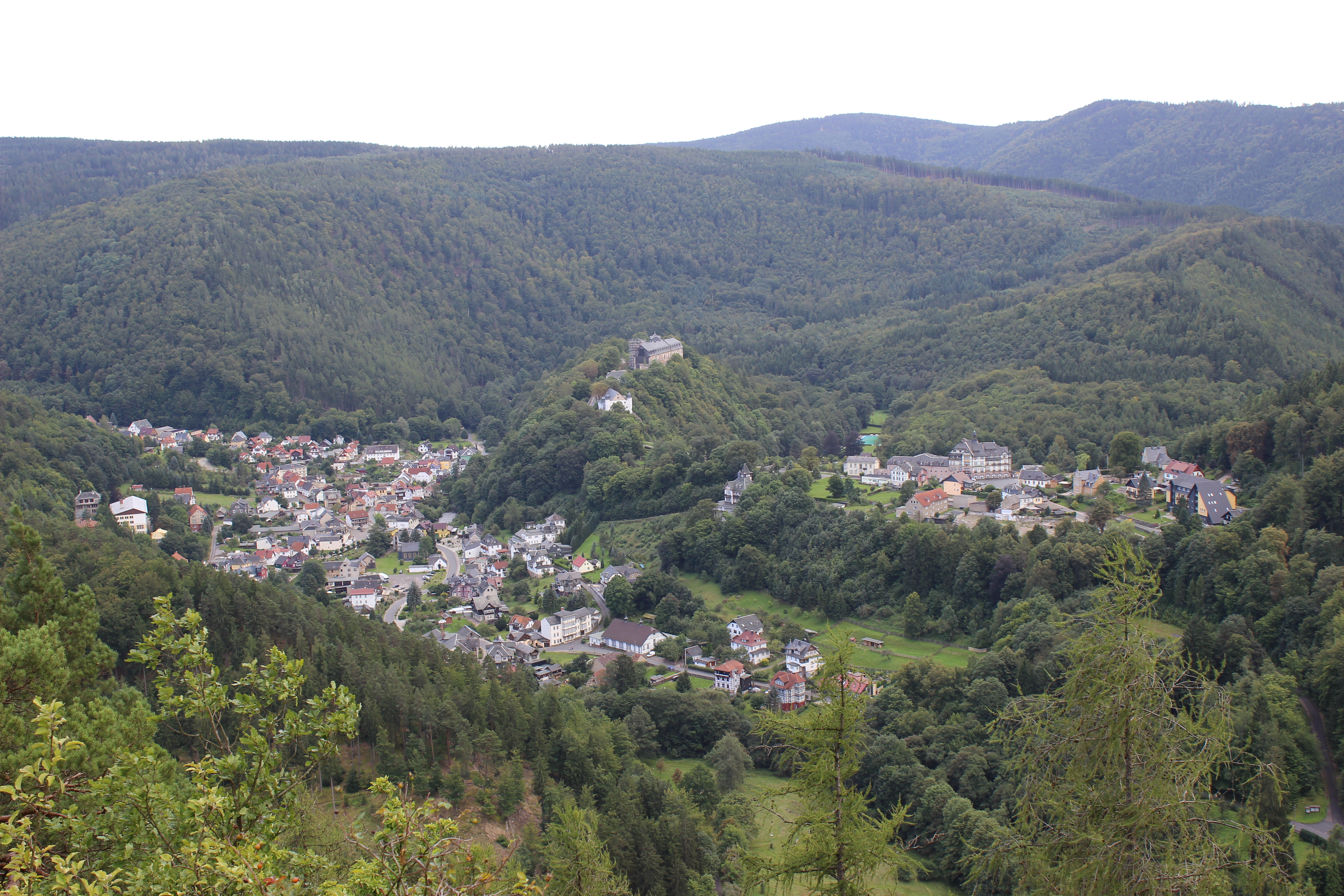
Gezicht op Schwarzburg
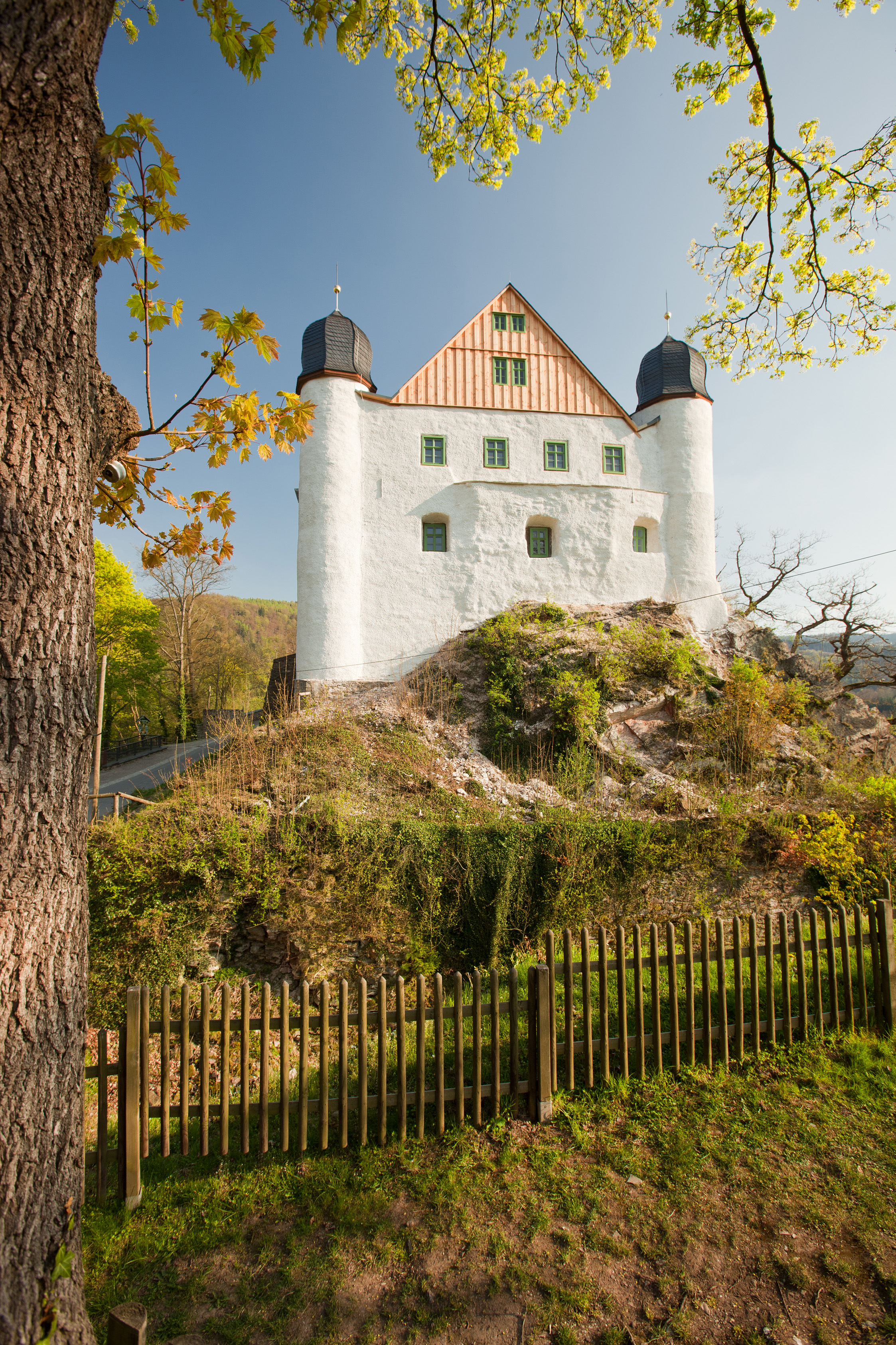
Tuighuis of arsenaal van het kasteel (2011)
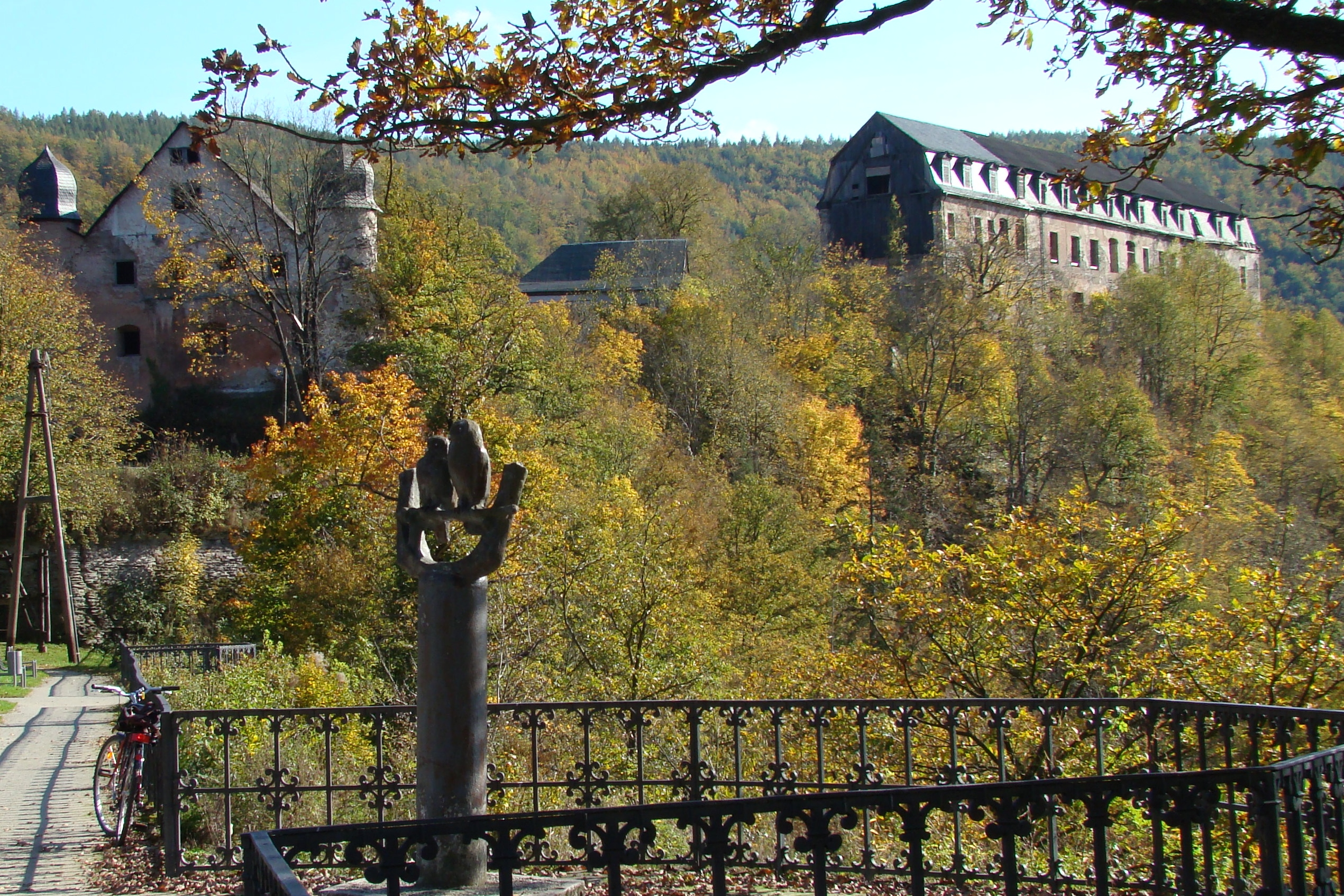
Gezicht op kasteel Schwarzburg
Schloss Schwarzburg rond 1860

Allendorf ·
Altenbeuthen ·
Bad Blankenburg ·
Bechstedt ·
Cursdorf ·
Deesbach ·
Döschnitz ·
Drognitz ·
Gräfenthal ·
Hohenwarte ·
Katzhütte ·
Kaulsdorf ·
Königsee ·
Lehesten ·
Leutenberg ·
Lichte ·
Meura ·
Piesau ·
Probstzella ·
Rohrbach ·
Rudolstadt ·
Saalfeld/Saale ·
Schwarzatal ·
Schwarzburg ·
Sitzendorf ·
Uhlstädt-Kirchhasel ·
Unterweißbach ·
Unterwellenborn